# Pontus Johansson (ishockeyspelare, född 2001)
Pontus Johansson, född 23 oktober 2001 i Stockholm, är en svensk professionell ishockeyspelare som spelar för Skellefteå AIK i SHL.

## Klubbar (i urval)
- Djurgårdens IF J20, J20 Nationell (2018/2019 – 2021/2022)
- Djurgårdens IF, SHL (2020/2021 – 2021/2022)
- Segeltorps IF, Hockeyettan (2020/2021) (lån)
- Frölunda HC, SHL (2022/2023 – 2023/2024)
- Djurgårdens IF, Allsvenskan (2023/2024) (lån)
- Skellefteå AIK, SHL (2024/2025 –)